# Riječani (Nikšić)
Pour les articles homonymes, voir Riječani.
Riječani (en serbe cyrillique: Ријечани) est un village de l'ouest du Monténégro, dans la municipalité de Nikšić.

## Démographie

### Évolution historique de la population[1]
| 1948 | 1953 | 1961 | 1971 | 1981 | 1991 | 2003 |
| ---- | ---- | ---- | ---- | ---- | ---- | ---- |
| 145  | 180  | 153  | 139  | 66   | 69   | 52   |